# Marcus Holconius Celer
Marcus Holconius Celer war vermutlich der Sohn des Marcus Holconius Rufus, des wohl bedeutendsten Würdenträgers Pompejis. Manchmal wird auch angenommen, er sei dessen jüngerer Bruder gewesen. Er lebte um die Zeitenwende und war wie sein Vater auch ein bedeutender Würdenträger der Stadt gewesen.
Celer erbte sicher das Unternehmen seines Vaters und war demnach in der Weinbranche tätig und besaß eine Ziegelei. Beides brachte ihm großen Wohlstand ein, den er zum Teil für seine politische Karriere in Pompeji verwandte.
Zusammen mit Marcus Holconius Rufus wird Marcus Holconius Celer als Gönner bei der Renovierung des Großen Theaters von Pompeji genannt. Wahrscheinlich ist es so, dass hier Rufus mit der Aufnahme Celers die zukünftige Karriere seines Sohnes in Pompeji fördern wollte. Dieses gelang auch und Celer wurde zu einem einflussreichen Mann, auch wenn er die herausgehobene Stellung seines Vaters als patronus coloniae (Ehrenbürger) nicht erreichte. Trotzdem erreichte er das Amt des duumvir wohl mehrfach, erstmals 13/14 n. Chr. Nach Bekunden Ciceros war es einfacher in Rom Senator zu werden, als duumvir in Pompeji. Wie sein Vater war auch er Priester des Augustus (zunächst Augusti sacerdos, nach Augustus’ Tod sacerdos divi Augusti). Außerdem war er im Jahr 13/14 n. Chr. schon designierter Censor.
Wie sein Vater wurde auch Celer mit einer Ehrenstatue im Theater gewürdigt, die wohl um 13/14 n. Chr. dort aufgestellt wurde. Auf der Inschrift am Sockel seines Vaters wurde Celer als tribunus militum a populo bezeichnet. Dieser Ehrentitel, der kein militärisches Amt beinhaltete, wurde nur vom Kaiser Augustus persönlich und auch nur innerhalb Italiens verliehen.